# Kajini
Kajini is een plaats in de gemeente Buzet in de Kroatische provincie Istrië. De plaats telt 15 inwoners (2001).